# Coslédaà
Pour les articles homonymes, voir Coslédaà.
Coslédaà est une ancienne commune française du département des Pyrénées-Atlantiques. En 1833, la commune fusionne avec Lube pour former Coslédaà-Lube, qui n'exista que jusqu'en 1843, année où Boast intègre la nouvelle commune désormais dénommée Coslédaà-Lube-Boast.

## Géographie
Le village, appartenant au Vic-Bilh, au nord-est du département et de Pau, se situe sur un plateau creusé par les vallées du Laas et du Lasset.

## Toponymie
Le toponyme Coslédaà apparaît sous les formes 
Cosladaa et Cosledan (respectivement 1385 et 1402, censier de Béarn), 
Cosledaas en Bearn (1424,  contrats de Carresse), 
Coslédàa (1863, dictionnaire topographique Béarn-Pays basque), 
Cosledaa (1793 ou an II) et 
Cosleda (1801, Bulletin des Lois).

## Histoire
En 1385, Coslédaà comptait treize "ostaus" ('maisons' en béarnais ou feux).
La seigneurie de Coslédaà fut vendue entre 1421 et 1444 par les Coarraze aux Serres. Au XVIe siècle, cette seigneurie dépend de celle de Sévignacq. Elle sera vendue en 1641 aux Lendresse et érigée en baronnie en 1643.
La seigneurie de Coslédaà, réunie à l'abbaye laïque (signalée en 1385), passe avant 1733 aux Batz-Diusse ; elle sera vendue en 1765 aux d'Arripe et en 1780 aux Elissalde.

## Démographie
| 1793 | 1800 | 1806 | 1821 |
| ---- | ---- | ---- | ---- |
| 328  | 302  | -    | 316  |

## Culture locale et patrimoine

### Patrimoine civil
Le village compte un château, situé à Boast au lieu-dit Bourguinat (porté Herran sur la carte de Cassini à la fin du XVIIIe siècle).
On trouve à Coslédaà une croix de chemin du XIXe siècle.
Une ferme datant de 1770 est visible au lieu dit Cazenave.

### Patrimoine religieux
L'église Saint-Laurent date partiellement du XIe siècle.

## Pour approfondir